# Scherstorklippen

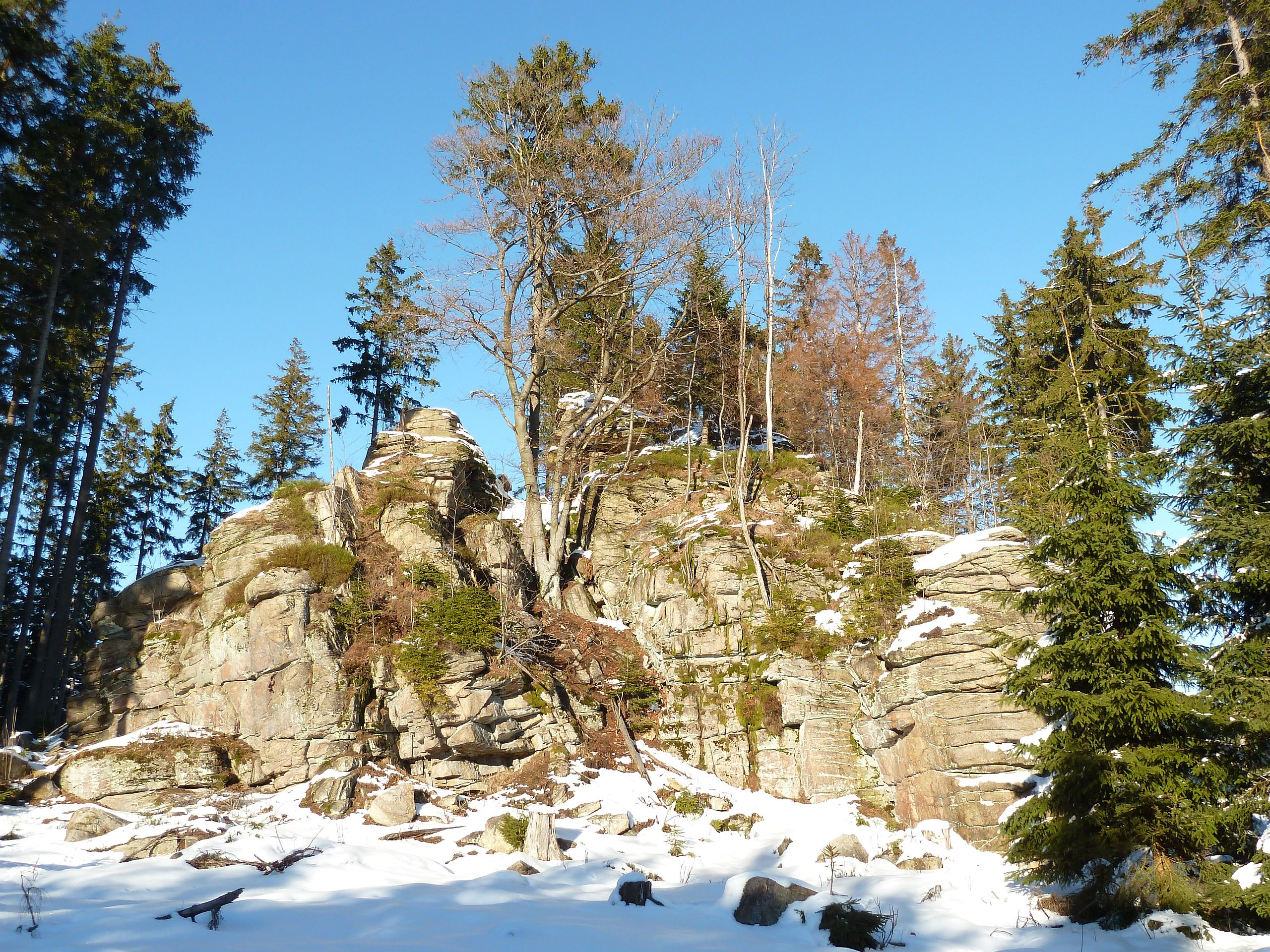
Südwestseite der Scherstorklippen

Die Scherstorklippen im Mittelgebirge Harz sind eine durch Wollsackverwitterung entstandene Granitfelsformation (bis 694 m ü. NHN) im sachsen-anhaltischen Landkreis Harz. Sie liegen nahe dem Ortsteil Elend in bewaldetem Teil des Stadtgebiets von Oberharz am Brocken.

## Geographische Lage
Die Scherstorklippen liegen im Oberharz (Hochharz) im Naturpark Harz/Sachsen-Anhalt. Sie erheben sich in 2 km westnordwestlich des Oberharzer Ortsteils Elend und 1,6 km südsüdwestlich von Schierke, einem Ortsteil der Nachbarstadt Wernigerode, 1 km westsüdwestlich vom Gipfel des Barenbergs (695,5 m ü. NHN) und im Mittel 2,2 km ostsüdöstlich der an der niedersächsischen Grenze gelegenen Berggruppe von Wurmberg, Großem Winterberg und Kleinem Winterberg. Jeweils ungefähr in nordöstlicher Nachbarschaft befinden sich die Mäuseklippe und die Schnarcherklippen.

## Wandern und Klettern
Die Scherstorklippen sind auf Wald- und Wanderwegen zu erreichen. Der etwa 1,5 km westlich von Elend von der Bundesstraße 27 nach Norden abzweigende Weg ist auch für Fahrräder geeignet. Der etwas beschwerlichere Weg von Schierke zu den Klippen, auch Gelber Weg genannt, führt an der Mäuseklippe vorbei, und die Schnarcherklippen sind etwa 1 km von diesem Weg entfernt.